# A Farewell to Maria
A Farewell to Maria – album zawierający ścieżkę dźwiękową do filmu Pożegnanie z Marią w reżyserii Filipa Zylbera. Płyta nagrana została przez polskiego trębacza jazzowego Tomasza Stańkę z towarzyszeniem znanych polskich muzyków jazzowych oraz sekcji smyczkowej. Rejestracji nagrań dokonano w Studiu S4 w Warszawie, w czerwcu 1993. Album został wydany w 1994 przez firmę GOWI Records (CDG 12).

## Muzycy
- Tomasz Stańko – trąbka
- Tomasz Szukalski – saksofon tenorowy, saksofon sopranowy, klarnet basowy
- Maciej Strzelczyk – skrzypce
- Janusz Skowron – instrumenty klawiszowe
- Lesław Możdżer – fortepian
- Andrzej Cudzich – kontrabas
- Adam Cegielski – kontrabas
- Cezary Konrad – perkusja
- Piotr „Jackson” Wolski – instrumenty perkusyjne

Sekcja smyczkowa
- Anna Staniak – pierwsze skrzypce
- Patrycja Barwińska – drugie skrzypce
- Bogusława Brajczewska – altówka
- Wojciech Nowacki – wiolonczela
- Adam Cegielski – kontrabas

## Lista utworów
Kompozytorem wszystkich utworów jest Tomasz Stańko (z wyjątkiem zaznaczonych).
| Nr  | Tytuł utworu                          | Długość |
| --- | ------------------------------------- | ------- |
| 1.  | „Leitmotiv”                           | 5:44    |
| 2.  | „Love Motive”                         | 0:52    |
| 3.  | „Ave Maria” (Gounod-Bach)             | 2:07    |
| 4.  | „Love Motive in a Church”             | 3:13    |
| 5.  | „Wedding Waltz”                       | 2:42    |
| 6.  | „Love - Main Scene”                   | 2:42    |
| 7.  | „Wedding Tango”                       | 1:42    |
| 8.  | „Love Scene - Farewell”               | 1:16    |
| 9.  | „Wedding Party”                       | 5:26    |
| 10. | „Love Theme”                          | 2:15    |
| 11. | „The Slower Waltz from Wedding Party” | 2:42    |
| 12. | „Wedding Party - Orgy”                | 5:52    |
| 13. | „Conclusion”                          | 4:47    |
|     |                                       | 41:20   |

## Informacje uzupełniające
- Inżynier nagrań – Tadeusz Mieczkowski
- Zdjęcia – Renata Pajchel
- Projekt okładki – Krzysztof Jeżowski